# 사테라이트
주식회사 사테라이트(일본어: 株式会社サテライト 가부시키가이샤 사테라이토[*], 영어: SATELIGHT Inc.)는 일본의 애니메이션 제작사다. 여러 독립 프로젝트 외에도 이 스튜디오는 아쿠아리온과 심포기어 시리즈, 마크로스의 후반 시리즈 등을 제작한 것으로 알려져 있다. 이 기업의 대표 감독은 사토 미치아키이다. 애니메이션 감독이자 제작자 카와모리 쇼지는 이 스튜디오의 특별고문이다. '사테라이트'라는 이름에서 S는 Sapporo, A는 Animate, T는 Technology, E는 Entertainment를 의미한다.
1995년 말 홋카이도 삿포로시에서 설립되었고 첫 프로젝트는 세계 최초의 장편 디지털 애니메이션 TV 시리즈인 《비트 더 큐피드》(Bit the Cupid)였다.

## 연혁
전신은 소프트웨어 개발을 실시하는 B.U.G.(홋카이도 삿포로시)의 관련 회사, 바이스의 위성 사업부다. 1993년, B.U.G.는 Group Tac과 공동으로 세계 최초의 전편 CG 애니메이션에 의한 연속 텔레비전 시리즈 《비트 더 큐피드》를 제작 개시한다. 제작에 임해 애니메이션 감독 마에다 츠네오를 맞이하고, 사테라이트 사업부는 디지털 파트를 담당했다.
1995년 12월, 《비트 더 큐피드》의 성공으로 사테라이트 사업부는 바이스로부터 독립한다. 주식회사 사테라이트로서 발족했다. 대표이사 사토 미치아키는 B.U.G. 경리 출신으로 일러스트레이터 사토 미치아키와는 동성동명의 다른 사람이다.
1996년, Group Tac의 의뢰로 《이하토브 환상~KENJI의 봄》의 CG 제작을 담당한다. 애니메이션 제작에의 본격 참가에 임해, 1998년에 도쿄도 스기나미구에 제작 스튜디오를 설립했다.
2001년 9월 B.U.G. 산하에서 독립. LinkCube사가 자본 참여하고, 동사 CEO 우치다 요시유키가 새틀라이트 회장에 취임했다. 같은 해에 첫 원청 제작 작품으로서 《이하토브 환상~KENJI의 봄》에서 감독을 맡은 카와모리 쇼지에 의한 《지구소녀 아르주나》를 제작한다. 카와모리는 2003년 이사로 취임해 《마크로스 시리즈》와 《아쿠리온 시리즈》 등을 제작한다.
2006년 8월, 본사를 홋카이도 삿포로시에서 도쿄도 스기나미구 아사가야미나미로 이전했다. 파친코 제조 대기업인 SANKYO와 자본 제휴해 계열화에 들어간다. 대표작은 상기 카와모리가 관련된 《CR 피버 창성의 아쿠아리온》 등 파친코 기종의 연출 영상 제작, 또 음악집단 Elements Garden의 아게마츠 노리야스와 와일드 암즈 시리즈의 카네코 아키후미가 관련된 CR 피버 전희절창 심포지아 시리즈 파칭코와 파칭코의 타이업을 실시했다.
2007년 옛 삿포로 본사 직원이 Debris 삿포로를 설립.2008년에 오사카 스튜디오 및 제2스튜디오(도쿄)의 일부 스태프가 분사 독립해 GoHands를, 제1스튜디오(도쿄)의 일부 스태프가 분사 독립해 에이트 비트를 각각 설립했다.
지난 2014년부터 아사가야 애니메이션 스트리트에 개점한 애니메이션 콜라보 카페 'SHIROBACO'를 프로듀싱하고 있었으나 2019년 1월 20일 문을 닫았다.
지난 2019년 6월 설립된 스튜디오 KAI에 '전희절창 심포지아 시리즈'의 애니메이션 프로듀서, 캐릭터 디자인, 총작화 감독, 작화 감독진 등 프로듀서, 주요 애니메이터진이 이적했다. 이를 위해 2020년 9월 개봉한 《전희절창 심포지아 XD UNLIMITED》의 OP 애니메이션 제작은 스튜디오 KAI가 맡고 있다.

## 작품

### 텔레비전 시리즈
- 지구소녀 아르주나 (2001년)
- 진 샤프트 (2001년)
- 히트가이 J (2002년)
- 창성의 아쿠에리온 (2005년)
- 노에인 ~또 하나의 너에게~ (2005년)
- 유리 함대 (2006년)
- 사랑하는 천사 안젤리크 ~마음이 눈뜰 때~ (2006년)
- 갤럭시 엔젤룬 (2007년)
- 꼬마여신 카린 (2007년)
- 키스덤 -ENGAGE planet- (2007년)
- 캐릭캐릭 체인지 (2007년)
- 마크로스 프론티어 (2008년)
- 북두의 권 라오우 외전 하늘의 패왕 (2008년)
- 캐릭캐릭 체인지 두근 (2008년)
- 구인 사가 (2009년)
- 바스쿼시! (2009년)
- 페어리 테일 (2009년)
- 키디 걸랜드 (2009년)
- 쥬로링 동물탐정 (2009년)
- 캐릭캐릭 체인지 파티 (2009년)
- 이국미로의 크로와제 (2011년)
- 아쿠에리온 EVOL (2012년)
- 전희절창 심포기어 (2012년)
- 맹렬 우주해적 (2012년)
- AKB0048 (2012년)
- 토탈 이클립스
- AKB0048 next stage (2013년)
- 아라타 칸가타리 (2013년)
- 전희절창 심포기어 G (2013년)
- 로그 호라이즌 (2013년)
- WHITE ALBUM2 (2013년)
- 노부나가 더 풀 (2014년)
- M3 ~그 검은 강철~ (2014년)
- 마탄의 왕과 바나디스 (2014년)
- 나가토 유키짱의 소실 (2015년)
- 전희절창 심포기어 GX (2015년)
- 아쿠에리온 로고스 (2015년)
- 마크로스 Δ (2016년)
- 라그나스트라이크 엔젤스 (2016년)
- Scared Rider Xechs (2016년)
- 난바카 (2016년)
- 종말에 뭐하세요? 바쁘세요? 구해주실 수 있나요? (2017년)
- 전희절창 심포기어 AXZ (2017년)
- 하카타 돈코츠 라멘즈 (2018년)
- 중신기 판도라 (2018년)
- Caligula -칼리굴라- (2018년)
- 걸리 에어포스 (2019년)
- 전희절창 심포기어 XV (2019년)
- 소말리와 숲의 신 (2020년)
- 사쿠간 (2021년)
- 흑의 소환사 (2022년)
- 로쿠도의 악녀들 (2023년)
- 헬크 (2023년)
- 30살까지 동정이면 마법사가 될 수 있대 (2024년)
- 다수결 (2024년)

### OVA
- 헬싱
- 에어 기어
- 꿈왕국과 잠자는 100명의 왕자님

### 극장 애니메이션
- 마크로스 프론티어 거짓의 가희 (2009년)
- 마크로스 프론티어 이별의 날개 (2011년)
- 마크로스 FB7 은하유혼 내 노래를 들어! (2012년)
- 극장판 맹렬 우주해적: 아공의 심연 (2014년)
- 극장판 마크로스 Δ 격정의 왈큐레 (2018년)
- 극장판 누구를 위한 알케미스트 (2019년)
- 극장판 마크로스 Δ 절대LIVE!!!!!! (2021년)
- 극장판 단편 마크로스 프론티어 시간의 미궁 (2021년)
- 우주전함 야마토 2205: 새로운 여행 (2021년)

### Web 애니메이션
- 모모쿠리 (2015년)

## 관련 스튜디오
- GoHands
- 에이트 비트